# Нягу, Кристина
Кристина Джорджана Нягу (рум. Cristina Georgiana Neagu, род. 26 августа 1988 года в Бухаресте, Румыния) — румынская гандболистка, левая полусредняя. Бронзовый призёр чемпионата мира 2015 года и бронзовый призёр чемпионата Европы 2010 года в составе сборной Румынии; лучшая гандболистка мира 2010, 2015, 2016 и 2018 годов по версии ИГФ.

## Ранние годы
Родители — Василика и Константин. Детство провела в районе Генча. Есть две старшие сестры. Тренер команды по гандболу в средней школе Мария Ковач познакомила Кристину с гандболом, когда девочке было 12 лет

## Карьера

### Клубная
До 2006 года выступала за команду «Актив» из Плоешти, после перешла в «Рулментул». С 2009 года играла за «Ольтким» из Вылчи, с ним дошла до финала Лиги чемпионов в 2009 году. Сезон 2010/2011 пропустила из-за серьёзной травмы правого плеча, не играла 605 дней (примерно год и семь месяцев) и проходила лечение в США. В январе 2013 года на тренировке повредила колено (разрыв крестообразных связок) и снова выбыла из строя, уже на полгода. С сезона 2013/2014 представляла «Будучност» из Черногории, с ней вышла в финал Лиги чемпионов 2014 года.
Благодаря выступлению в сезоне 2013/2014 Нягу во второй раз в своей жизни получила номинацию на приз лучшего игрока мира, но уступила Эдуарде Аморим. В сезоне 2014/2015 выиграла Лигу чемпионов, разделив первое место с Андреей Пенезич по голам и получила приз лучшего левого полусреднего. Всего в её активе три финала Лиги чемпионов (2010, 2014 и 2015). 
В 2017 году стала игроком «Бухареста», в котором завершила карьеру в 2025 году. «Бухарест» вывел из обращения игровой номер 8, под которым выступала Нягу, и поднял её футболку под своды арены.

### В сборной
В сборной Румынии Нягу провела более 180 матчей и забила более 700 мячей, завоевав бронзовую медаль чемпионата Европы 2010 года. Трижды входила в сборную звёзд чемпионатов Европы (2010, 2014, 2016). В 2010 году стала лучшим бомбардиром и лучшим ассистентом на чемпионате Европы; 21 декабря 2014 года признана лучшим левым полусредним чемпионата Европы, на котором заняла 2-е место в рейтинге бомбардиров. MVP чемпионата мира 2015 года (забила 63 гола и стала лучшим бомбардиром турнира). В 2018 году на чемпионате Европы Нягу в игре против женской сборной Венгрии, борясь за титул лучшего бомбардира, получила травму крестообразных связок и выбыла на полгода.
На ЧЕ-2022 года Нягу стала лучшим бомбардиром в истории чемпионатов Европы среди женщин — в её активе 296 мячей.

## Командные достижения

### Национальные турниры
- Чемпионат Румынии
  - Чемпионка: 2009, 2010, 2011, 2012, 2013, 2018, 2021
  - Серебряный призёр: 2007, 2008, 2019, 2022
- Кубок Румынии
  - Победительница: 2011, 2018, 2019, 2022
  - Финалистка: 2007, 2020, 2021
- Суперкубок Румынии
  - Победительница: 2011, 2017, 2019, 2022
  - Финалистка: 2007, 2018, 2020, 2021
- Чемпионат Черногории
  - Чемпионка: 2014, 2015, 2016, 2017
- Кубок Черногории
  - Победительница: 2014, 2015, 2016, 2017

### Клубные турниры
- Лига чемпионов ЕГФ
  - Победительница: 2015
  - Финалистка: 2010, 2014
  - Третье место: 2009, 2012, 2013, 2018
- Кубок обладателей кубков ЕГФ
  - Финалистка: 2008

### В сборной
- Чемпионаты мира
  - Бронзовый призёр: 2015
- Чемпионаты Европы
  - Бронзовый призёр: 2010
- Молодёжный чемпионат мира
  - Бронзовый призёр: 2006
- Юниорский чемпионат Европы (U-17)
  - Серебряный призёр: 2005
- Молодёжный чемпионат Европы (U-19)
  - Бронзовый призёр: 2007

## Личные достижения
- Гандболистка года в Румынии: 2009, 2010, 2015, 2016, 2017
- Самый ценный игрок чемпионата мира 2015
- Лучший бомбардир чемпионата мира 2015
- MVP юниорских чемпионатов Европы: 2005, 2006
- Лучшая левая защитница молодёжного чемпионата Европы: 2007
- Лучший бомбардир (53) и лучший ассистент (36) чемпионата Европы: 2010
- Лучший левый полусредний чемпионата Европы: 2010, 2014, 2016

IHF
- Гандболистка года по версии ИГФ: 2010, 2015, 2016, 2018[9]
- Лучший новичок года по версии ИГФ: 2009[10]
- MVP чемпионатов мира: 2015
- Лучший бомбардир чемпионата мира: 2015
- Лучшая левая крайняя чемпионата мира: 2015
- MVP молодёжного чемпионата мира: 2006

EHF
- Гандболистка года по версии ЕГФ[англ.]: 2017, 2018
- Лучший бомбардир чемпионатов Европы за всю историю (237 голов)[11]
- Лучший бомбардир одного чемпионата Европы: 2010 (53 гола)
- Лучший ассистент одного чемпионата Европы: 2010 (36 голевых передач)
- Лучшая левая крайняя чемпионата Европы: 2010, 2014, 2016
- MVP юниорского чемпионата Европы (U-17): 2005[12]
- Лучшая левая крайняя молодёжного чемпионата Европы (U-19): 2007[13]
- Лучший бомбардир Кубка обладателей кубков ЕГФ: 2008
- Лучший бомбардир Лиги чемпионов ЕГФ: 2014/2015, 2017/2018
- Лучшая левая крайняя Лиги чемпионов ЕГФ: 2014/2015, 2015/2016, 2016/2017, 2017/2018

Румыния
- Гандболистка года в Румынии: 2009, 2010, 2015, 2016, 2017, 2018[14]
- Спортсменка года в Румынии: 2015[15]
- Спортсменка года в жудеце Брашов: 2008[16]
- Лучший игрок чемпионата Румынии (румынки): 2016/2017, 2017/2018
- MVP Финала четырёх Кубка Румынии: 2018[17]
- MVP чемпионата Румынии по версии ProSport: 2018[18]
- Лучшая левая крайняя чемпионата Румынии по версии ProSport: 2018[18]

Прочие награды
- Почётный гражданин Бухареста (2017)[19]
- Гандболистка года по версии Handball-Planet: 2015, 2016, 2018[20]
- Лучшая левая крайняя года по версии Handball-Planet: 2014,[21] 2015,[22] 2016,[23] 2017,[24] 2018[25]
- Гандболистка года по версии телеканала TV 2: 2018[26]
- Лучшая левая крайняя по версии телеканала TV 2: 2018[26]
- Лучшая левая крайняя чемпионата Европы по версии телеканала TV 2: 2018[26]
- MVP Кубка мира по гандболу: 2009,[27] 2010
- MVP Карпатского кубка[англ.]: 2017, 2018
- Лучший бомбардир Карпатского кубка: 2006,[13] 2015
- Лучшая левая крайняя Бухарестского кубка[англ.]: 2014, 2015